# Transitivité (grammaire)
Pour les articles homonymes, voir Transitivité.
En grammaire française, la transitivité est une notion qui distingue deux sortes de verbes. Est transitif un verbe qui, dans son emploi, est accompagné d'un complément d'objet (CO), direct (COD), s'il est sans préposition (Un loup a égorgé plusieurs moutons), ou indirect (COI), s'il est introduit par une préposition (le loup appartient à la famille des canidés). Sans CO le verbe transitif est généralement dénué de sens (*il porte ; *il appartient). Est intransitif, au contraire, un verbe qui n'a pas et ne peut avoir un CO ; à lui seul il fait sens (Des loups hurlaient aux alentours). Le verbe transitif implique au moins deux participants exprimés par le sujet et le CO; le verbe intransitif un seul, exprimé par le sujet.
En fait le terme qualifie davantage la manière dont le verbe est construit, puisque nombre d'entre eux peuvent être construits transitivement et intransitivement, avec généralement des sens différents ( jouer, par exemple, peut être intransitif ( Les enfants jouent dehors ) , transitif direct (Elle joue de la harpe), transitif indirect ( Il joue au bridge ) . Les dictionnaires distinguent donc leurs emplois transitifs et intransitifs en donnant leurs sens respectifs. D'autre part, des verbes qualifiés de transitifs peuvent être employés intransitivement et des verbes intransitifs sont parfois dotés de CO. En toute rigueur, remarque Denis Creissels, transitif/intransitif qualifie des constructions, et les verbes ne peuvent être qualifiés de transitifs ou intransitifs que par un raccourci de langage .
En français, le CO ne se distingue du sujet que par son emplacement par rapport au verbe, mais dans les très nombreuses langues dotées de déclinaisons, le recours à un cas différent pour le sujet (le nominatif) et le COD (l'accusatif, le plus souvent), la transitivité s'exprime par la morphologie.
La linguistique depuis Lucien Tesnière englobe la notion de transitivité dans celle plus générale de valence qui prend en compte tous les constituants, appelés actants ou arguments (noms ou leurs substituts, comme les pronoms, représentant des êtres ou des choses) qui participent au procès exprimé par le verbe. La valence d' un verbe employé intransitivement, qui a pour tout actant son sujet présente un schéma univalent/ monoactanciel. Dans la phrase Ce jeune délinquant a récidivé, le verbe ne peut avoir qu'un actant. La transitivité correspond à un schéma bivalent biactanciel où le verbe commande deux actants. Dans la phrase L'automobiliste a renversé un cycliste, le verbe a nécessairement deux actants, un agent et un patient qui ont respectivement la fonction de sujet et de COD du verbe. Certains verbes transitifs comportent deux objets, correspondant à un schéma trivalent/ triactanciel : c'est le cas du verbe offrir dans Il a offert une écharpe de soie à sa mère, où au sujet et au COD s'ajoute un COI qui représente le bénéficiaire.
La morphologie des langues ergatives reflète cette opposition en mettant l'agent d'un verbe transitif à l'ergatif et en ne marquant pas celui d'un verbe intransitif, qui a la même forme que le COD d'une phrase transitive.

## Étymologie
Le grammairien grec Apollonios Dyscole est sans doute le premier à élaborer la notion de transitivité. Il distingue trois catégories de verbes : les actifs (transitifs), les passifs et les neutres (intransitifs) ; l'actif indique une action du sujet qu'il fait passer sur quelqu'un ou quelque chose d'autre (διαβιβάζei, diabibazei = fait traverser, franchit ; au passif διαβιβάζεται,diabibazetai se traduit par est employé comme verbe transitif . Le grammairien latin Priscien de Césarée (VIème) a repris la notion d'intransitivité ainsi qu'en France la Grammaire de Port-Royal (1664), le mot qualifiant une action ( exprimée par un verbe) limitée au sujet et ne passant sur aucun objet. Transitivité vient de transitif/transitive, adjectif dérivé du latin transitivus, issu du verbe transire « passer », qui reprend l'idée du verbe grec. Il s'agit d'un terme de grammaire qui qualifie des verbes exprimant une action qui, du sujet, est transmise directement au complément ; en d'autres termes ce sont des verbes qui expriment l'action d'un sujet sur un objet.

## Caractère universel de l'opposition transitivité vs intransitivité
Il semble que cette catégorisation des verbes se retrouve dans toutes les langues. Selon Dixon : " Tous les humains classifient les actions en deux types fondamentaux: celles impliquant un seul participant obligatoire, décrites par des phrases intransitives, et celles impliquant deux participants obligatoires, exprimées dans les phrases transitives."  . Grammaticalement, les constructions transitives ou intransitives constituent un type de phrase dite canonique ou prototypique, c'est-à-dire une phrase dont le pivot est un verbe d' action conjugué, simple ( une seule proposition) et neutre (ni négative, ni interrogative, ni exclamative ni passive, ni emphatique. L'autre phrase canonique est attributive.
La notion peut être envisagée, comme tout phénomène linguistique, de deux points de vue complémentaires, morpho-syntaxique et sémantique : d'une part, les modalités grammaticales auxquelles recourt une langue pour exprimer transitivité et intransitivité (point de vue morpho-syntaxique) et d'autre part, la diversité, variable selon les langues, des événements traduits par les structures transitives (point de vue sémantique). De ce point de vue,  une construction transitive prototypique implique un agent, exprimé par un sujet, qui  est un être vivant, effectuant de façon consciente et volontaire une action , exprimée par un verbe, action dirigée sur un patient, exprimé par un CO ; ce patient subit un changement d'état ou de position ; par exemple :Raskolnikov assassine une usurière. En revanche, la phrase Raskolnikov éprouve du remords est bien syntaxiquement transitive, mais n'a rien de prototypique, puisque le sujet représente un patient. La construction transitive , plus ou moins utilisée selon les langues, très fréquente par exemple en français et dans les autres langues romanes, peut ne  pas exprimer une transitivité sémantique où le verbe traduit l'action d'un sujet sur un objet ; ce genre d'observation a conduit à la notion d'une transitivité sémantique plus ou moins élevée, réflexion inaugurée par Hopper et Thomson en 1980 .

## La transitivité et l'intransitivité syntaxiques
La transitivité se définit généralement du point de vue syntaxique. Si un verbe requiert un complément, avec ou sans préposition, il est construit transitivement, quel que soit l'aspect sémantique de ce complément : je vais à Londres,  j'habite en France" . Ces verbes sont traditionnellement étiquetés par les dictionnaires comme intransitifs, leurs compléments analysés comme des compléments circonstanciels de lieu . Ces derniers, pourtant leur sont indispensables , même si, sémantiquement, ils désignent des lieux . On tend donc désormais à voir là des constructions transitives indirectes. Ce sont des compléments de verbe qui font partie de la sphère du verbe, à la différence des compléments circonstanciels ou  circonstants qui sont des compléments de phrase et qui s'en distinguent, parce qu'ils sont généralement déplaçables ou effaçables (  Ce matin, j'ai écouté France-Culture). Ce type d'analyse est parfois présenté comme un aspect de la Nouvelle grammaire ou Grammaire nouvelle . Ces termes ont été employés par les Québéquois à l'occasion de la sortie de Usito ou dictionnaire de la langue française: le français du Québec. 2023 qui indique les divergences éventuelles sur la transitivité d'un verbe entre interprétation traditionnelle et "nouvelle"

. On ne peut néanmoins jamais faire abstraction de l'aspect sémantique auquel contribue le complément de verbe.

### Verbes transitifs (ou bivalents ou biactanciels) et  intransitifs
Un verbe employé transitivement est un verbe suivi d'un groupe nominal objet direct ou indirect, nécessaire à la grammaticalité et à la signification de la phrase ainsi constituée : 
Un oiseau [...] chante sa plainte.      Je me souviens des jours anciens
La relation entre verbe et les deux syntagmes nominaux est   déterminée par la configuration syntaxique : Jean regarde Marie s'oppose ainsi à Marie regarde Jean. Seul l'accord du sujet et du verbe distingue éventuellement le sujet et l'objet, du fait que ce dernier n'entraîne aucune modification de la forme verbale et qu'il ne se différencie pas du sujet par un cas comme dans les langues dotées de déclinaisons. Seuls les pronoms ( personnels, relatifs, interrogatifs) changent de formes selon qu'ils sont sujets ou objets : il la regarde vs. elle le regarde.

Certains sont accompagnés d'un complément d'objet direct (construit directement, sans préposition) ils sont alors dits transitifs directs  .  D'autres sont accompagnés d'un complément d'objet indirect (construit indirectement, à l'aide d'une préposition) et ils sont dits transitifs indirects. Exemples :
- Il évoque son enfance = transitif direct, le complément d'objet son enfance étant introduit sans préposition.
- Il se souvient de son enfance = transitif indirect, le complément d'objet son enfance étant introduit par une préposition (de).

Ces deux verbes sont typiquement transitifs,  ne pouvant s'employer sans complément. C'est le cas, parmi bien d'autres, de découvrir, apercevoir(+ COD), appartenir, résulter(+ COI).
Seuls les verbes transitifs directs peuvent être mis au passif (à l'exception des verbes pronominaux et des verbes avoir, comporter, pouvoir et de quelques autres verbes dans certains de leurs emplois:* Jean est regardé par cette affaire est incorrect et ne peut se substituer à Cette affaire regarde Jean). 
D'autres peuvent être utilisés avec ou sans complément d'objet . On parle alors d'emploi intransitif d'un verbe transitif ou de "verbe transitif employé absolument". Exemples :
- Il lit
- Il écrit
- Il mange (l'objet ingurgité, impliqué par le sens même du verbe, n'est pas précisé).
- Il ne voit pas
- Il n'entend pas
- Il fume (sous-entendu des cigarettes)
- Il boit
- Il aime bien recevoir, mais ne donne jamais

La suppression du COD permet d'exprimer par défaut toutes les actions que la signification du verbe rend possible : lire implique tout ce qui est lisible sans plus de précision ; il ne voit pas, il n'entend pas indique que rien de ce qui est visible ou audible ne lui est accessible, autrement dit qu'il est aveugle ou sourd.
Ces emplois peuvent entraîner des significations différentes en fonction du contexte : Il fume peut indiquer qu'il est en train de fumer une cigarette ou bien qu'il a l'habitude de fumer, qu'il est un fumeur ; il boit qu' il est en train de boire n'importe quelle boisson ou bien qu'il a l'habitude de boire et le plus souvent qu'il est alcoolique. Un autre emploi intransitif d'un verbe transitif est celui où le contexte situationnel rend évidente la nature de l'objet, comme dans un échange verbal, comme attrape (ce que je te lance) ou regarde (ce que je te montre).

## Verbes à deux compléments (ou bitransitifs, trivalents ou triactanciels)
Ces verbes requièrent deux compléments dont l'un est traité comme l'objet d'une phrase bivalente et le second réfère à l'attributaire, au bénéficiaire, au destinataire de l'action exprimée par le verbe : Elle donne une pomme à son frère. La dénomination de ces compléments a varié au cours des temps et fait l'objet de longs débats. Ces deux compléments sont appelés par la tradition scolaire complément d'objet direct (COD) et complément d'objet second (COS), et plus anciennement complément d'attribution .
La liste présentée ici, loin d'être exhaustive, montre la diversité sémantique des verbes bitransitifs qui ne se limitent pas aux constructions exprimant un don ou un transfert comme doter, gratifier, pourvoir, accorder, léguer. On peut ainsi s'interroger sur la bitransitivité d'expressions comme garnir un lit de draps, planter le jardin de choux ou charger le camion de briques, le second complément pouvant être interprété comme un circonstanciel, et non comme un élément dépendant du verbe. On notera d'ailleurs que certains verbes requièrent deux COI : Je n'ai parlé de mon projet qu'à mon meilleur ami.

## Constructions intransitives
Un verbe intransitif est un verbe qui n'a jamais de complément d'objet direct ou indirect.
J'arrive demain. ; Les chevaux galopent.
Il ne faut pas confondre emploi intransitif et verbe intransitif. De nombreux verbes transitifs peuvent être employés, selon le choix du locuteur, avec ou sans leur complément d'objet. Cela n'en fait en aucun cas des verbes intransitifs ; la présence d'un complément d'objet reste possible mais il n'est pas exprimé.
Le sujet d'un verbe en emploi intransitif peut correspondre au sujet d'une phrase à la voix passive. Exemples :
- La montre pend à son poignet = la montre est pendue à son poignet.
- Le logiciel plante encore = le logiciel est encore planté.

## Constructions faussement transitives
Verbes régissant un objet interne
Quelques verbes, peu nombreux, peuvent être complétés par un CO qui appartient au même champ sémantique que le verbe. Ce sont des compléments d'objet interne
Lise vit sa vie
Marcel vit une vie agréable
Max pleure des larmes de joie
Hugo dort son dernier sommeil
Dans les deux premiers exemples il existe un lien morphologique entre le verbe et le complément ; dans les deux autres, les termes relèvent du même champ sémantique.
Ces constructions ne peuvent être qualifiées de biactancielles, puisqu'elles ne mettent en jeu qu'un seul actant qui est le sujet du verbe.Elles sont proches des verbes supports qui permettent d'utiliser un nom à la place du verbe correspondant (faire un trop long résumé ; faire un long voyage).
Compléments de mesure
Les groupes nominaux qui indiquent une mesure, un poids, un coût en complétant les verbes comme peser, mesurer, coûter  occupent la place d'un COD et sont des compléments essentiels puisque leur suppression rend la phrase agrammaticale ( * Ce garçon pèse ) . Mais, contrairemant aux COD, ils ne peuvent se mettre au passif ( *Cinquante kilos sont pesés par ce garçon ) et leur transformation en phrase interrogative est particulière ( Combien coûte cet appartement ? Combien pèse-t-il?  et non * Que coûte cet appartement ? *Que pèse-t-il? ') . Les grammairiens divergent quelque peu sur la nature de ces compléments : Martin Riegel les distingue nettement des COD, estimant que ces verbes[...] représentent une dimension que ce complément spécifie quantitativement  , cependant que Marc Wilmet les en rapproche, estimant qu'un complément peut être plus ou moins un COD . Il faut rappeler que la transitivité implique la présence de deux actants distincts à la différence des attributs , alors que le complément de mesure note une caractéristique du premier actant. La plupart de ces verbes peuvent d'ailleurs être employés transitivement avec un second actant COD dans des phrases biactancielles comme : Il pèse sa lettre pour vérifier qu'elle est convenablement affranchie ou  L'acheteur mesure soigneusement la largeur du couloir d'entrée. Ces verbes peuvent donc être intransitifs ou transitifs selon leur emploi, l'orthographe reflétant cette différence : Il se souvient des cent-dix kilos qu'il a pesé ( le verbe peser est employé intransitivement) et J'ai mis dans ce sac les pommes que j'ai pesées  ( le verbe est employé transitivement et le participe de la proposition relative s'accorde avec le COD de la principale.)

## Verbes labiles ou ergatifs
Un verbe peut être labile, c’est-à-dire transitif ou intransitif. Ils sont aussi appelés ergatifs, ambitransitifs ou réversibles . Le sujet du verbe utilisé intransitivement peut devenir l'objet du même verbe utilisé transitivement, tout en conservant le même sens. Dans les exemples suivants, casser et bleuir sont intransitifs (monovalent) dans le premier exemple et transitifs (bivalent) dans le second :
- La branche a cassé.
- Le vent a cassé la branche.

- Son nez a bleui.
- Le froid lui a bleui le nez.

L'emploi transitif du verbe en fait l'équivalent des causatifs qui en français recourent au semi-auxiliaire faire ; certains verbes employés comme verbes labiles chez certains locuteurs seront utilisés par d'autres avec faire (Il cuit un poulet/ il fait cuire un poulet ; il brûle des branchages/ il fait brûler des branchages), ce qui n'est pas le cas de casser ou bleuir.

### Verbes changeant d'auxiliaire
Les verbes descendre, monter, passer, redescendre, remonter, rentrer, repasser, ressortir, ressusciter, retourner, sortir, tomber(*)  se conjuguent avec l'auxiliaire avoir quand ils sont employés transitivement et avec l'auxiliaire être dans le cas contraire :
remonter : verbe intransitif
- Jean remonte dans sa chambre / Jean est remonté dans sa chambre

remonter : verbe transitif
- Jean remonte une horloge  / Jean a remonté une horloge.

sortir : verbe intransitif
- Elle sort de la maison / Elle est sortie de la maison

sortir : verbe transitif
- Ils sortent l'armoire  / Ils ont sorti l'armoire.

descendre : verbe intransitif
- Il descend par l'ascenseur / Il est descendu par l'ascenseur

descendre : verbe transitif
- Il descend le parrain  / Il a descendu le parrain.
 (*) Pour le verbe tomber, le sens transitif est d'acquisition récente: « Il a tombé la veste. »

## Transitivité et intransitivité morpho-syntaxique dans d'autres langues
Transitivité et intransitivité  sont des constructions grammaticales universelles.  Aussi très nombreuses sont les langues où une phrase verbale intransitive se réduit au seul verbe en cas de sujet pronominal, sa morphologie suffisant à indiquer la personne sujet. C'est le cas des langues romanes, à l'exception notable du français qui a besoin du pronom sujet pour distinguer des formes phonétiquement identiques ( Roumain : lucrez, je travaille ; lucrezi, tu travailles ; lucrează, il/elle  travaille ) . La différenciation  entre les deux types de construction est plus ou moins marquée selon ce que la typologie  linguistique appelle structure d'actance ou alignement morpho-syntaxique, les langues ergatives le faisant davantage que les langues accusatives. Les langues accusatives ne le distinguent  que par l'absence ou la présence d'un objet que le verbe construit transitivement rend nécessaire, ce qui implique le nécessité de différencier sujet et objet. Cette différenciation peut ne se faire , comme en Français, que par leur emplacement respectif  par rapport au verbe et, éventuellement par la présence d'accord du verbe avec  le sujet et beaucoup plus rarement avec le sujet et l'objet. L'emplacement dépend de l'ordre des mots prototypique dans la phrase verbale simple de cette langue. L'anglais ou le chinois comme le Français sont des langues SVO, mais le hindi est une langue SOV : baccā kitāb raha hai ( l'enfant lit/ est en train de lire un livre ) : baccā est le sujet ; kitāb" est l'objet ; "paṛh raha hai est le verbe ( présent à la forme progressive du verbe perhnā (lire) . Dans les langues accusatives flexionnelles les groupes nominaux présentent , en outre, comme le font les conjugaisons pour les verbes, des désinences ou des affixes qui indiquent leur fonction, ce qui peut permettre de distinguer plus nettement sujet et objet dans les constructions transitives.

## La transitivité sémantique
Ce qui définit la transitivité du point de vue du sens, c'est l'action opérée par un agent exprimé généralement par le sujet grammatical sur un patient, être animé ou objet représenté par le complément d'objet, la nature de l'action étant formulée par le verbe. Les structures transitives expriment une action, ( Il a épousé une Tunisienne ) comme peuvent le faire certains verbes intransitifs, mais ces derniers n'impliquent qu'un actant (Il court ; l'orage éclate ). Toutefois, on observe que de nombreuses constructions transitives d'un point de vue morpho-syntaxique  n'expriment en rien une action d'un agent sur un patient , mais la localisation( La route longe la Seine ), une durée ((il a passé deux semaines en Espagne), des sensations ou des sentiments ( j'aime son sourire), etc., "les sens relationnels des verbes étant infiniment variés " . Les langues présentent une grande diversité dans le choix des structures morpho-syntaxiques qu'elles utilisent pour exprimer un même fait. Pourtant il a été constaté que l'action d'un agent sur un patient entraîne presque toujours le recours au modèle biactanciel, le plus souvent direct , ce qui correspond dans les langues accusatives  à un sujet au nominatif et un patient, le plus souvent à l'accusatif pour celles très nombreuses dotées de cas ( à une position particulière du sujet et du COD dans les autres) et dans les langues ergatives à l'ergatif pour l'agent et à l'absolutif pour le patient. On constate au contraire que certaines langues n'emploient pas la transitivité lorsque le sujet ne représente pas 
un être animé qui  exerce une action volontaire sur un objet ou un autre être animé. Le français construit de la même manière Il a entendu de la musique(1) et il écoute de la musique(2) : c'est le lexique qui indique la différence entre une action subie et une action initiée par le sujet grammatical. Il en va autrement en Kannada : certes le verbe kēḷu signifie aussi bien entendre qu'écouter et peut être couramment utilisé transitivement dans ces deux sens dans la langue courante, mais il est possible de faire la distinction si on l'estime utile : avanige saṅgitavu kēḷisitu  (1), littéralement à-lui musique(nominatif) fut-à-entendre et avanu saṅgitavannu    kēluttane (2) , littéralement il(nominatif)  écoute de la musique (accusatif) . C'est le même verbe qui est employé, mais selon deux constructions différentes : la première recourt au datif pour nommer celui qui entend (action involontaire) et emploie saṅgitavu (la musique) au nominatif comme si elle était le sujet ; la seconde emploie une structure transitive comme le français où le sujet est celui qui  écoute (action volontaire ). La seconde phrase transitive a un sujet grammatical qui représente un agent, aolors que la première a ce qu'il est convenu d'appeler expérient  .